# 斯托雷加滑坡

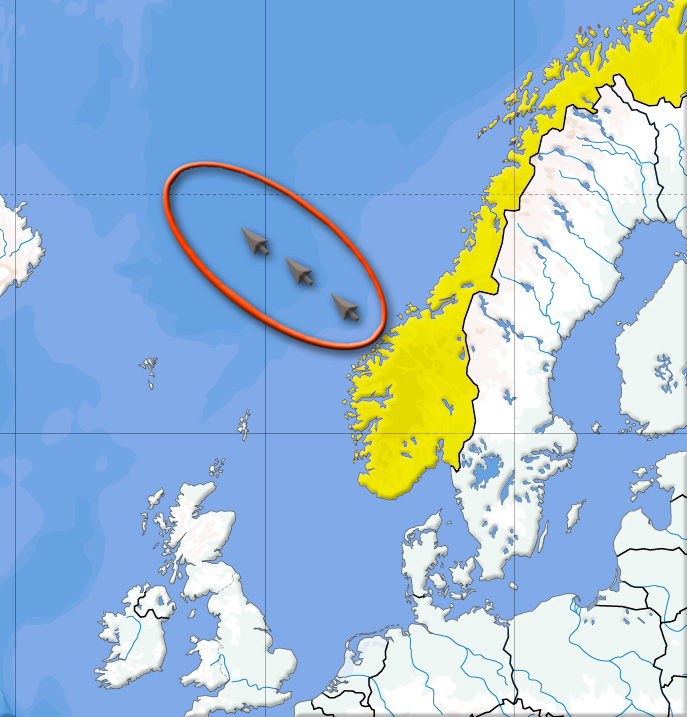
斯托雷加滑坡地图

斯托雷加滑坡（挪威語：  Storeggaraset）是已知规模最大的海底滑坡之一，大约公元前6225年至前6170年发生于挪威海挪威大陆架边缘。 此次海底滑坡涉及的沿海陆架长度约290 km（180 mi），总体积为3,500 km3（840 cu mi） ，并在北大西洋引起了一场古海啸。

## 描述

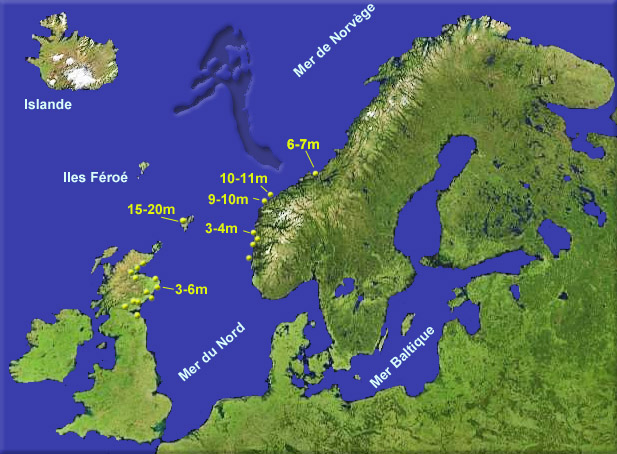
黃色數字給出了研究人員研究的海嘯所顯示的海嘯波浪的高度。

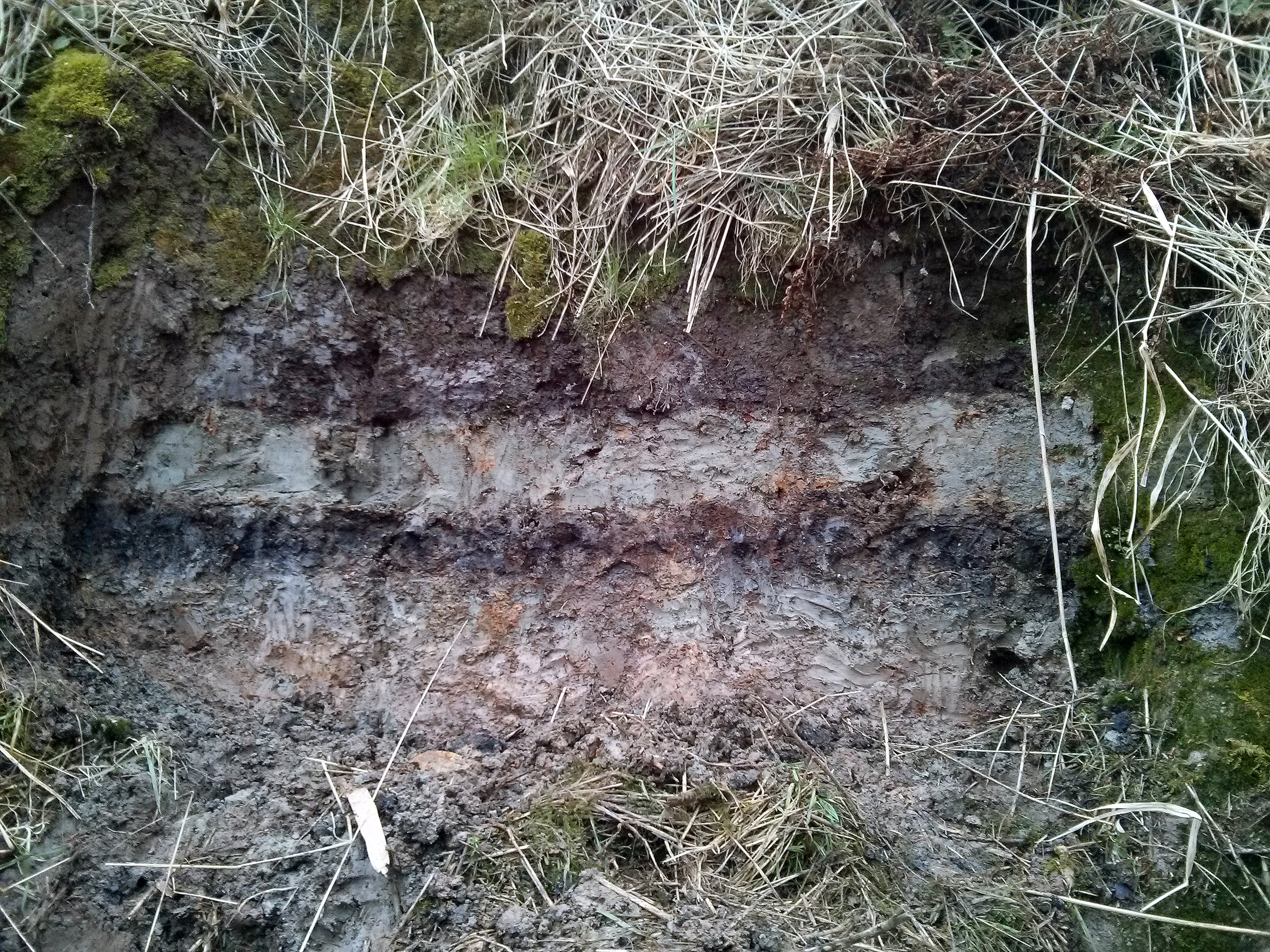
斯托雷加海嘯沉積物（灰色上層），被泥炭（深棕色層）包圍，拍攝於蘇格蘭蒙特羅斯盆地的瑪麗頓(Maryton)

斯托雷加（挪威語：  Storegga）位於挪威海挪威大陸架邊緣，位於默勒郡海岸西北100 km（62 mi）處。 西元前6200年左右，大陸棚的結構性破壞引發了三起水下山崩，引發了北大西洋的超大海嘯。 塌陷涉及估計長度為290 km（180 mi）的沿海陸架，碎片總體積為3,500 km3（840 cu mi） 。
根據從海嘯沉積物中回收的植物材料的放射性碳定年法，最近一次事件發生在大約公元前6225年-6170年左右。 在蘇格蘭，隨後發生的海嘯留下了痕跡，在蒙特羅斯盆地和福斯灣內陸深處發現了沉積物，內陸深達29 km（18 mi），且比當前正常潮位高出4米（13英尺）。

## 對人口的影響
多格蘭位於山體滑坡發生地的西側，由於海平面上升，目前已被淹沒在水中，現在是一個名為Dogger Bank的河岸，但在斯托雷加海底山體滑坡發生時，這裡是陸地。 這裡居住著中石器時代的人們，是現代英國、丹麥和荷蘭之間的陸橋。據信，該地區包括潟湖、沼澤、泥灘和海灘的海岸線，並且是一個豐富的狩獵、捕鳥和漁場，居住著中石器時代人類文化，但人們認為海嘯導致了人口的顯著下降。

## 參见
- 北極甲烷釋出

## 進一步閱讀
- Williams, Sarah C. P. . Proceedings of the National Academy of Sciences of the United States of America. 16 February 2016, 113 (7): 1675–78. Bibcode:2016PNAS..113.1675W. PMC 4763740 . PMID 26884637. doi:10.1073/pnas.1524012113 .
- Walker, James; Gaffney, Vincent; Fitch, Simon; Muru, Merle; Fraser, Andrew; Bates, Martin; Bates, Richard. . Antiquity. 2020, 94 (378): 1409–1425. ISSN 0003-598X. doi:10.15184/aqy.2020.49 . hdl:10454/18239  （英语）.
- Woodroffe, Sarah A.; Hill, Jon; Bustamante‐Fernandez, Emmanuel; Lloyd, Jerry M.; Luff, Jake; Richards, Sarah; Shennan, Ian. . Journal of Quaternary Science. 2023. ISSN 0267-8179. doi:10.1002/jqs.3539 .

64°52′N 1°18′E / 64.867°N 1.300°E